# ROCK BOTTOM
《ROCK BOTTOM》은 2016년 9월 9일에 발매된 대한민국의 래퍼 아이언의 데뷔이자 마지막 정규 음반이다. 이 음반은 아이언이 전곡 작사에 참여하였으며, Supreme Boi, KIDOH, 강허달림 등이 피처링에 참여하였다. 수록곡 중 〈하남 주공 아파트〉라는 곡이 임대아파트 거주민들이 받는 차별을 사실적으로 묘사하고 있다. 가사 자체는 꽤 감동적인 스토리이지만, 이 노래에 얽힌 사연을 말하는 동영상에 드러난 태도 때문에 논란이 일기도 했다. 후에 힙플 라디오에서 그에 대한 해명을 하기도 했다
2021년 1월 25일 아이언이 사망함으로써 생전 마지막 음반이 되어 버렸다.

## 수록곡
| #            | 제목                                  | 작사                       | 작곡                  | 재생 시간 |
| ------------ | ------------------------------------- | -------------------------- | --------------------- | --------- |
| 1.           | 〈SYSTEM〉                            | 아이언                     | KIDOH                 | 4:15      |
| 2.           | 〈Interlude (CD Only)〉               |                            |                       |           |
| 3.           | 〈ROCK BOTTOM〉                       | 아이언, Supreme Boi        | Supreme Boi           | 3:08      |
| 4.           | 〈HATE THE LIFE (Feat. Supreme Boi)〉 | 아이언, Supreme Boi        | Supreme Boi           | 3:26      |
| 5.           | 〈Skit (CD Only)〉                    |                            |                       |           |
| 6.           | 〈ROLL (Feat. KIDOH)〉                | 아이언, KIDOH, Supreme Boi | Hongsamm, Supreme Boi | 3:04      |
| 7.           | 〈하남 주공 아파트〉                  | 아이언                     | Supreme Boi           | 3:49      |
| 8.           | 〈920108 (CD Only)〉                  |                            |                       |           |
| 9.           | 〈TURN BACK (Feat. 강허달림)〉        | Supreme Boi, 아이언        | Supreme Boi           | 4:20      |
| 총 재생 시간 | 총 재생 시간                          | 총 재생 시간               | 총 재생 시간          | 21:55     |